# 불펜
야구에서 불펜(bullpen, 또는 간단히 펜; pen)은 구원 투수들이 경기에 투입되기 전 웜업을 하는 구역을 말한다. 한 팀의 구원 투수 명단 또한 환유적으로 "불펜"이라고 불린다. 이 투수들은 보통 경기에 아직 출전하지 않았다면 팀의 나머지 선수들과 함께 덕아웃에 있는 대신 불펜에서 대기한다. 선발 투수 역시 경기 전 최종 웜업 투구를 불펜에서 한다. 감독은 덕아웃에서 내선 전화를 통해 불펜의 코치들에게 특정 투수의 웜업 투구 시작을 지시할 수 있다.
각 팀은 일반적으로 규정 거리를 둔 두 개의 투구 고무판과 플레이트로 구성된 자체 불펜을 가지고 있다. 대부분의 메이저 리그 야구장에서 불펜은 외야 펜스 뒤 플레이 구역 밖에 위치해 있다.

## 어원
이 용어는 20세기 초반 직후 널리 사용되기 시작했으며, 그 이후로 현재와 거의 같은 의미로 사용되어 왔다. 이전 19세기 후반에는 경기에 늦게 도착한 관중들을 파울 지역의 입석 구역으로 몰아넣었다. 관중들이 가축처럼 떼 지어 몰려 있었기 때문에 이 구역은 "불펜"으로 알려지게 되었고, 이 명칭은 그 구역이 구원 투수들의 웜업 장소가 되었을 때도 유지되었다. 《옥스포드 영어사전》에 따르면 야구와 관련하여 "불펜"이라는 용어의 가장 이른 기록은 1877년 5월 7일 발행된 《신시내티 인콰이어러》 기사에서 나타난다. 이 기사에서 작가 O.P. 케일러는 원래의 의미로 이 용어를 사용하며 경기 요약에서 다음과 같이 언급했다: "신시내티 구장의 불펜과 그곳의 '4분의 3 군중'은 그 유용성을 잃었다. 이제 옛 파빌리온 바로 북쪽의 관중석 판자가 첫 이닝이 끝날 때 할인된 가격으로 입장하는 저렴한 군중을 수용한다."

## 위치
대부분의 메이저 리그 구장에서 불펜은 외야 펜스 바로 뒤 플레이 구역 밖에 위치해 있다. 일부 구장에서는 두 불펜이 서로 인접해 있지만, 다른 구장들에서는 불펜이 분리되어 각 팀의 불펜이 같은 팀의 덕아웃에 해당하는 필드 측면에 위치해 있다. 종종 불펜 앞의 외야 벽에는 투명한 구역이 있어 관중과 덕아웃의 감독이 불펜을 더 쉽게 볼 수 있게 하며, 불펜의 선수들도 필드에서 일어나는 일을 더 쉽게 볼 수 있게 한다.
한때 많은 구장들이 불펜을 각 팀의 덕아웃에서 라인을 따라 파울 지역의 플레이 구역 내에 두었다. 이 위치는 불펜 마운드가 파울 플라이 볼을 잡으려는 야수들에게 걸림돌이 될 수 있고, 펜스로 둘러싸이지 않아 선수들이 파울 라인 드라이브나 길을 잘못 든 연습 투구에 맞을 위험에 노출되기 때문에 선호되지 않게 되었다. 2023 시즌 현재 오클랜드 콜리시엄과 트로피카나 필드만이 불펜이 파울 지역에 위치한 유일한 메이저 리그 구장들이다.
리글리 필드는 불펜의 특이한 배치를 특징으로 했다. 2017년 대대적인 리노베이션 동안 불펜은 파울 지역에서 외야 관중석 아래로 이동되어, 메이저 리그 구장 중 최초이자 유일한 실내 불펜이 되었다.

## 불펜 차량
1950년부터 1995년 사이에 다양한 수의 MLB 팀들이 투수들을 불펜에서 마운드로 이동시키기 위해 차량을 사용했다. 이러한 불펜 차량은 골프 카트에서부터 정식 크기의 자동차까지 다양했다. 1950년 클리블랜드 인디언스가 불펜 차량을 처음 사용했다. 이 시기에 불펜 차량의 마지막 사용은 1995년 밀워키 브루어스가 사용한 오토바이와 사이드카였다. 그러나 이후 애리조나 다이아몬드백스, 디트로이트 타이거스, 워싱턴 내셔널스가 2018 시즌에 구원 투수들에게 불펜 카트를 사용할 수 있는 선택권을 제공했다.